# 森特里灣

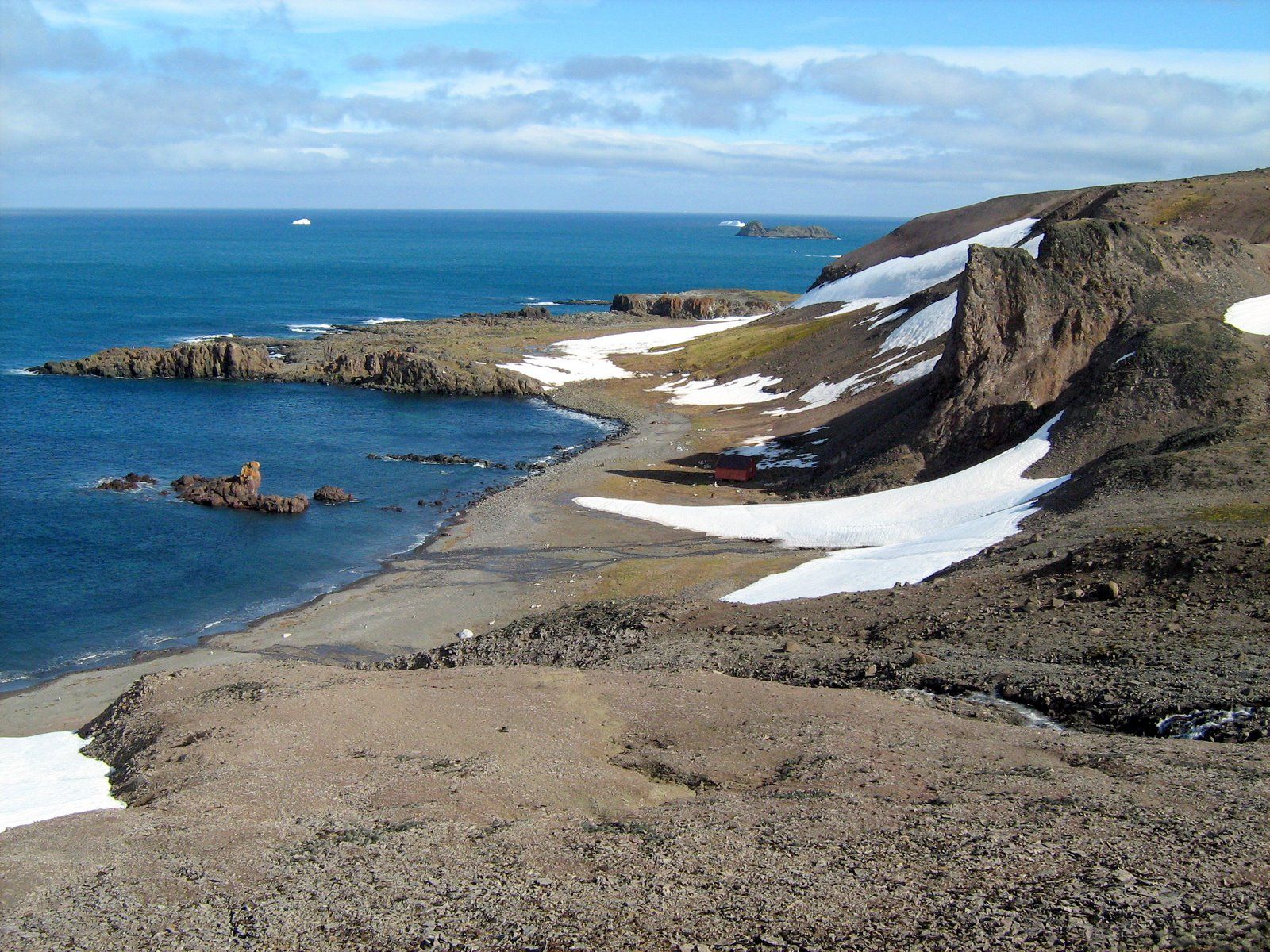

森特里灣（英語：Sentry Cove），是南極洲的海灣，位於南設得蘭群島的喬治王島，處於德梅角西南部，由英國研究隊命名，現時由南極條約體系管理。